# Tolstoï (cratère)
Pour les articles homonymes, voir Tolstoï (homonymie).
Tolstoï est un grand et ancien cratère d'impact sur Mercure.

## Présentation
Ce cratère (référencé « Tolstoj » par l'Union astronomique internationale) a été nommé d'après Léon Tolstoï. L'albédo Solitudo Maiae semble lui être associé.
L'impact qui a produit le bassin de Tolstoï s'est produit très tôt dans l'histoire de Mercure. Deux anneaux discontinus déchiquetés d'environ 356 km et 510 km de diamètre englobent la structure mais sont peu développés sur ses côtés nord et nord-est ; un troisième anneau partiel d'un diamètre de 466 km se trouve sur son côté sud-est. Des taches diffuses de matériau d'albédo foncé se trouvent à l'extérieur de l'anneau le plus intérieur. La partie centrale du bassin est recouverte d'un matériau de plaine lisse à haute réflectance (HRP). L'intérieur lumineux du bassin est sensiblement plus rouge que les plaines environnantes, qui sont constituées d'un matériau à faible réflectance plus bleu (LRM). L'anneau sombre d'éjecta autour de Tolstoï est l'un des endroits les plus sombres de la surface de Mercure.
La profondeur de Tolstoï est estimée à 2.0 ± 0.7 km d'après les images de Mariner 10 de la planète. Ceci est nettement inférieur à la profondeur des bassins lunaires de taille similaire, ce qui indique que Tolstoï s'est probablement détendu de sa forme post-impact. Le bassin de Tolstoï est utilisé pour définir le Tolstoïen, un âge de Mercure s'écoulant d'environ il y a 4,0 à 3,9 milliards d'années. Le système le plus ancien (<4,0 milliards d'années) est appelé pré-Tolstoïen, tandis que le plus jeune est appelé Calorien (3,9 à 3,5 milliards d'années).
Malgré le grand âge de Tolstoï et son embrasement par les anciennes plaines inter-cratères, il conserve une couverture d'éjecta étendue et remarquablement bien conservée autour des deux tiers de sa circonférence. L'éjecta a tendance à être en bloc et n'est que faiblement ligné entre les anneaux intérieur et extérieur. Les linéations radiales avec un léger motif tourbillonnant sont mieux vues du côté sud-ouest de Tolstoï. Le modèle de carte rectiligne inhabituel de l'éjecta suggère: (1) le contrôle du modèle d'éjection par des structures de pré-bassin, (2) un enfouissement préférentiel le long des tendances structurelles d'une couverture d'éjecta initialement symétrique par le matériau des plaines inter-cratères, ou (3) la formation de Tolstoï par un impact oblique du nord-ouest qui a produit une couverture d'éjecta avec une symétrie bilatérale et peu ou pas de dépôt en amont. L'analyse de la stéréophotographie de l'éjecta au nord-est du cratère suggère que ce gisement a été déformé à une altitude plus élevée par rapport aux plaines environnantes.

## Vues

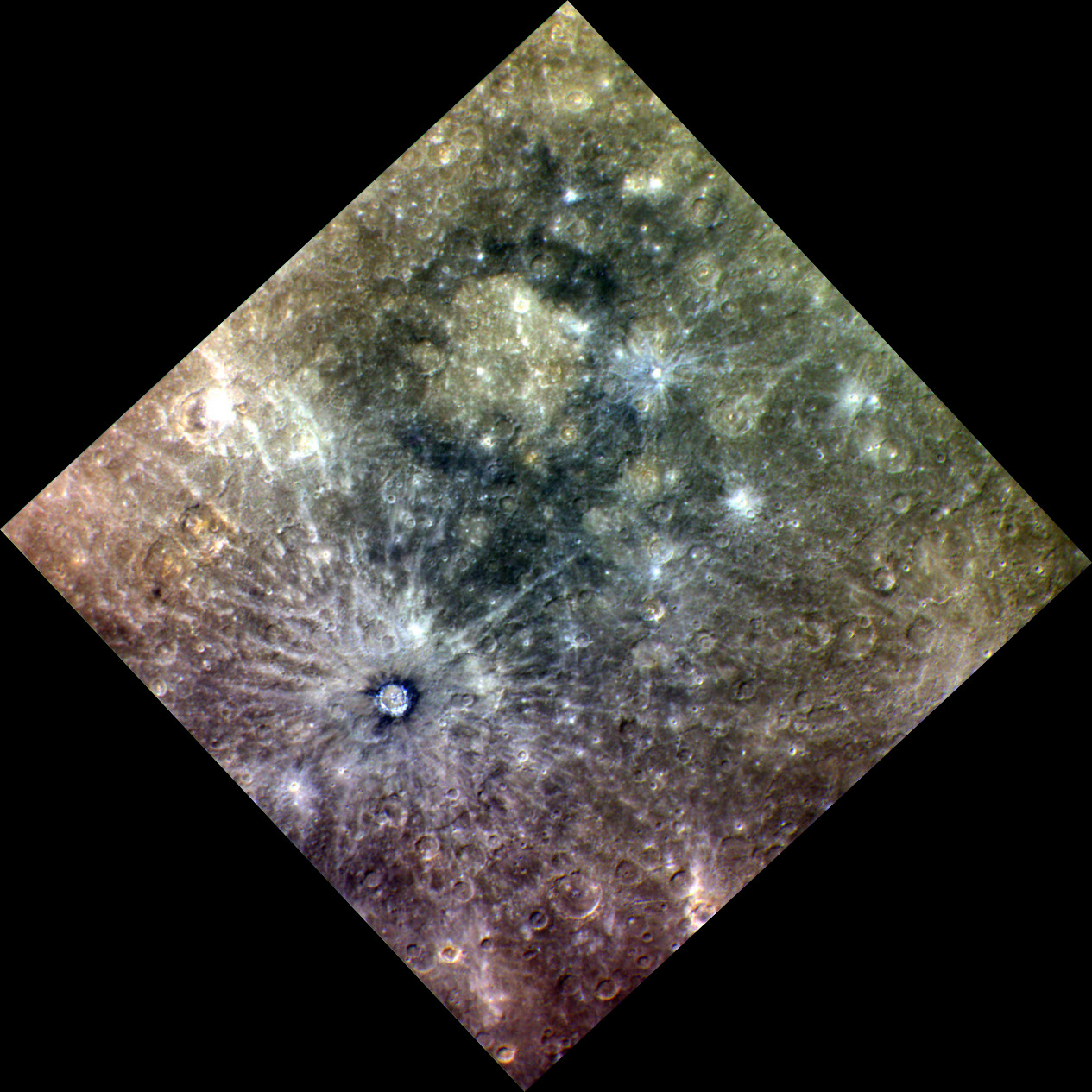
Image du cratère Tolstoï (en haut au centre) et du cratère Bashō (en bas à gauche)
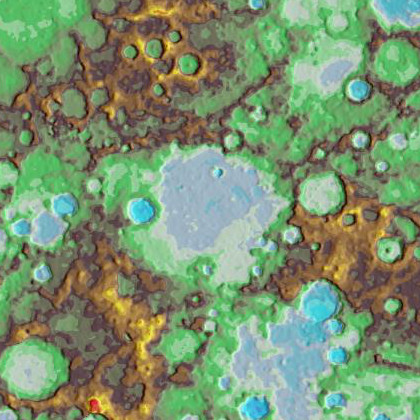
Carte topographique centrée sur Tolstoï
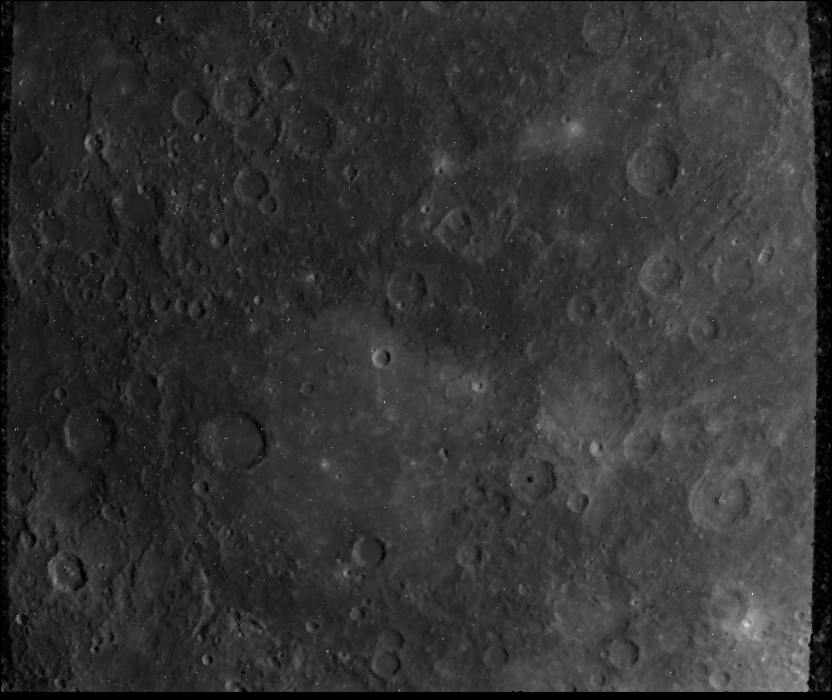
Image de Mariner 10 avec Tolstoï en bas
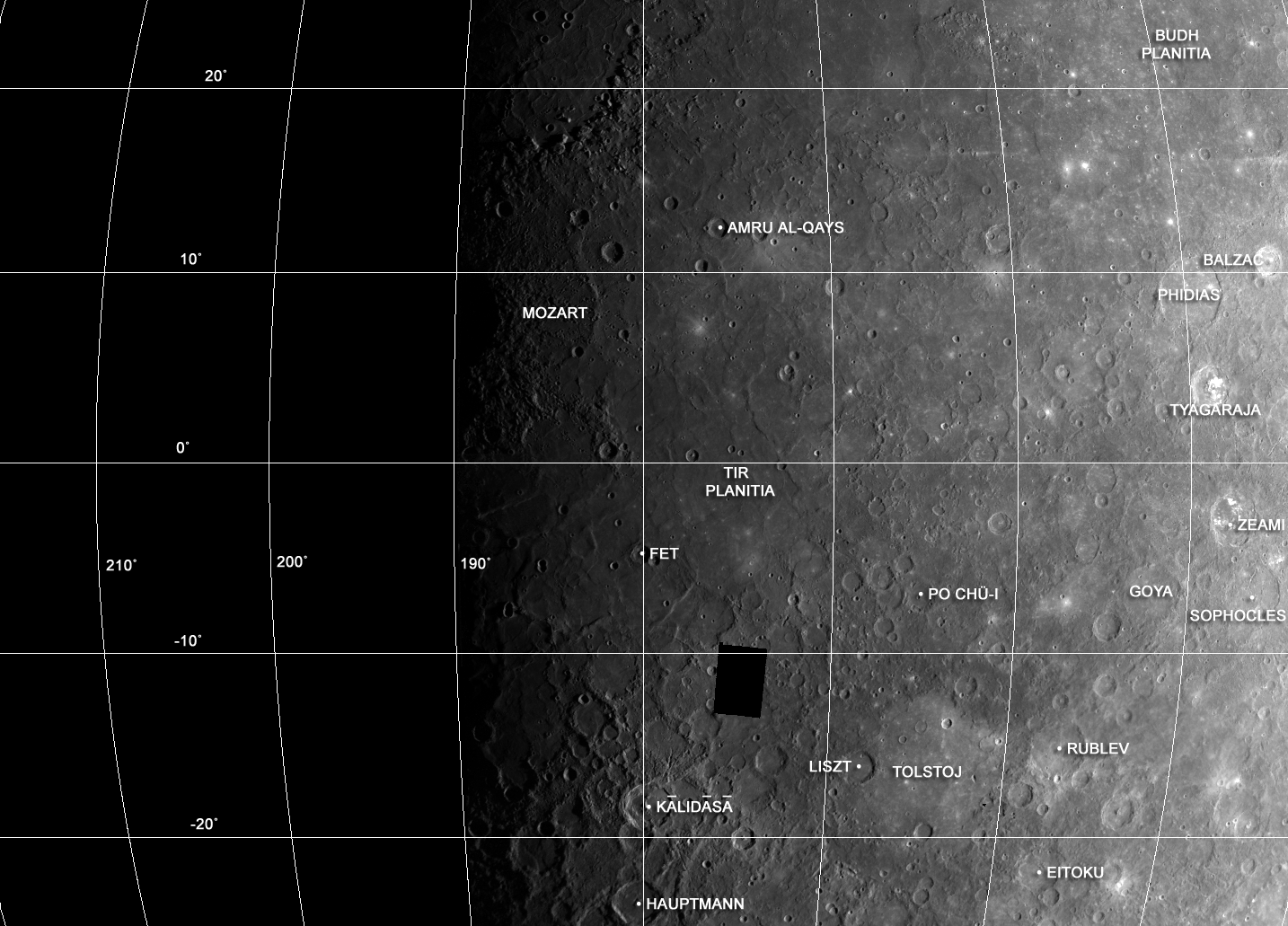
Tolstoï est en bas à droite du centre
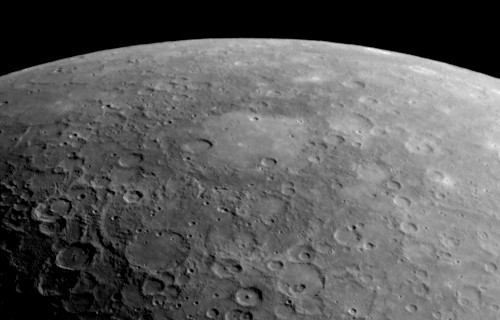
Vue oblique éloignée